# 733
Năm 733 trong lịch Julius.